# 蒙古国立农业大学
蒙古国立农业大学是蒙古国的国立大学之一，位于蒙古国首都乌兰巴托。

## 简介
蒙古国立农业大学是蒙古国农牧业教育及科研领域的最高等级的高等学校。该大学的前身是于1942年10月5日成立的蒙古国立大学动物兽医系。截至2011年，蒙古国立农业大学设有8个学院、4个研究所，在校学生共10,000多人。

## 历任校长
- 巴巴奇·边巴（Babarch Byambaa，2011年前后在任，同时兼任蒙古农业科学院院长、蒙古科学院副院长）[1]